# Калиновська Ольга-Стефанія Андріївна
Ольга-Стефанія Калиновська (нар. 22 червня 1990 Надвірна, Надвірнянського району, Івано-Франківської області, Україна) — українська поетеса, журналіст і радіоведуча, драматург, артист, художній керівник та режисер театру "ВАТРА"  Чернівецького національного університету імені Юрія Федьковича, автор і керівник Проекту ART'N MEDIA

## Життєпис
Народилася в місті Надвірна Івано-Франківської області. Батьки матері — Ольга Гавриляк та Роман Гвоздянчук родом із Лемківщини (село Тилява Кросненського повіту Ряшівське воєводство) — у 1945 році з родиною змушені були переїхати до села Волосів Івано-Франківської області. Працювали в колгоспі, Надвірнянському сирзаводі, Нафтопереробному заводі Надвірної. Батьки батька: тато Віталій Калініченко родом із міста Чита, українець, доцент, кандидат біологічних наук, працював в Українському науково-дослідному інституті гірського лісівництва імені П. С. Пастернака, в Івано-Франківську, досліджував проблеми захисту Карпатських лісів; мати — Раїса Клийменова (Калініченко) родом із села Уди Золочівського району Харківської області, українка. Разом із чоловіком закінчили Харківський національний університет імені В. Н. Каразіна. 
З 1990 до 1992 року проживала в смт. Георгіївка (Семипалатинськ, Казахстан). 
З 20 березня 1993 року й нині проживає в Чернівцях (Чернівецької області). Навчалася в загальноосвітній школі І-ІІІ ступенів № 3 міської ради Чернівців. Соліст шкільного хору, актор драмгуртка «Пілігрим» під керівництвом вчителя іноземної мови Лариси Захарової. 
Освіта - вища, Чернівецький національний університет ім. Юрія Федьковича, філологія (українська мова і література, магістр), факультет іноземних мов (перекладач з фахом). Наукові дослідження: епістолярій Івана Франка та Михайла Драгоманова, життєпис буковинського письменника Михайла Івасюка, учасник наукових студентських, всеукраїнських та міжнародних конференцій, слухач Центру лінгвістичних студій при кафедрі історії та культури української мови.
Учасник всеукраїнських та міжнародних фестивалів, наукових і науково-практичних студентських конференцій (серед них у Чернівцях, Івано-Франківську, Львові, Миколаєві, Запоріжжі, Харкові, Кракові, Варшаві тощо). Слухач студентського Театру при Ягеллонському університеті (Краків, Польща) упродовж 2010–2011 років.
Спортивні зацікавлення: капітан жіночої волейбольної команди філологічного факультету Чернівецького національного університету імені Юрія Федьковича з 2009 до 2012 року, тенісист.
Секретар Чернівецького міського студентського парламенту з 2008–2012 роки, в.о. Голови міського студентського парламенту впродовж 2012 року.

## Творча й громадська діяльність
Ольга-Стефанія Калиновська - поетеса, драматург, публіцист, автор пісенної лірики, співавтор збірки «Первоцвіт» (2010), член Літературної студії імені Степана Будного Чернівецького національного університету імені Юрія Федьковича з 2007 до 2012 років, редактор газети «Філолог» Чернівецького національного університету імені Юрія Федьковича (2008–2012). Друкувалася в газетах: «Буковина», «Університетський вісник» та інших. Її поезії також увійшли і до Антології майданівських віршів "Небесна Сотня". 
Член журі обласного конкурсу читців творів видатного буковинського письменника, просвітителя Юрія Федьковича. 
З 29 вересня 2011 року - художній керівник і режисер Театру «ВАТРА» Чернівецького національного університету імені Юрія Федьковича, актриса, вокаліст (у репертуарі: українські та лемківські народні пісні), автор мистецьких проектів: «Великодні дзвони», «Із Кобзарем говорить Україна». 
Із 17 липня 2012 року - організатор мистецьких проектів, творчих зустрічей Чернівецького академічного обласного українського музично-драматичного театру імені Ольги Кобилянської. Зокрема, творчі зустрічі організувала й провела з: народною артисткою України Ольгою Ільїною, заслуженими артистами України: Богданом Братко, Андрієм Піддубним, Катериною Чумаковою, Діаною Анепською, Ларисою Попенко, а також з акторами театру: Олексієм Надкерничним, Люсьєною Шутко, Дмитром Леончиком, Христиною Зборлюковою, Назаром Кавуличем, В'ячеславом Стахановим, Ольгою Дудкою, Денисом Поліщуком, Ксенією Король, Мариною Тимку, Марічкою Романовою, з балетмейстром Василем Гринюком, з режисером театру Андрієм Романовим.  
З 8 серпня 2013 року — Філія ПАТ "Національна суспільна телерадіокомпанія України" (раніше - Чернівецька обласна державна телерадіокомпанія) - редактор, журналіст і радіоведуча й автор культурно-мистецьких, публіцистичних, науково-просвітницьких та інформаційно-аналітичних програм на ТО програм Радіо «Буковина»: 
- "КОД НАЦІЇ"
- «Арт-огляд» (Огляд мистецьких подій краю за тиждень)
- «Арт-узвіз»
- «Час Легенд»
- «Скарби»
- «Кінотрек»
- «Генії людства»

- «Точка дотику»

Авторські рубрики:  
- присвята Героям і воїнам АТО "Я Тебе читаю із листа" (із українськими артистами і журналістами,  а також учнями та студентами закладів освіти краю; їх листи вже зачитали для захисників України Степан Галябарда, Ярослав Солтис, дует "Писанка", дует "Скриня")
- "Незворотні" (за сценаріями Калиновської українські захисники, волонтери, артисти та журналісти читають твори українських письменників і драматургів)
- "Голос бандури" (із Заслуженим артистом України Василем Пиндиком)
- "Небилиці про Івана" (за легендарними стрічками за участі Івана Миколайчука)

- "На Острові Любові" (за однойменним першим українським любовним серіалом "Острів любові") та інші.

Співзасновник і соліст вокального колективу Радіо "Буковина" (з 2014 року), куди увійшли також журналісти та ведучі: Тарас Лазарук, Юрій Максим'юк, Марія Андроник та Христина Петренко. Зокрема, учасники записали дві пісні : "Марічка" та "Балада про дві скрипки". Сьогодні колектив працює над репертуаром і мистецькими програмами. 
Член ініціативної групи та робочої комісії щодо реконструкції та оновлення кінотеатру імені Івана Миколайчука, співорганізатор архітектурного проекту «Гніздо для Білого птаха», автор назви.  
Співорганізатор благодійних концертів та мистецьких акцій для дітей переселенців зі Сходу України та Криму, а також дітей учасників антитерористичної операції упродовж 2014 року: автор проектів «Лист до Святого Миколая», «Поверни мені Сина, або Пісня Різдвяної ночі» та інших.  
Учасник ініціативної інтернет-групи «ЧЕРНІВЧАНИ» (куратор мистецького та еконапрямків).  
Впродовж 2016 року до Дня поезії та в рамках регіонального проекту "Буковина читає дітям" як поет і митець Ольга-Стефанія виступила на творчих зустрічах разом із буковинськими поетами Василем Васканом та Оленою Логіновою у закладах освіти і культури Чернівецької області, зокрема: місті Чернівці (обласні юнацька та бібліотека для дітей), Будинку культури "Роша" та районній бібліотеці міста Вижниця. Відтак аматорський театральний колектив БК "Роша" 2017 року вперше на великій сцені здійснили постановку вистави за етюдом Калиновської "Маестро плаче...".  
Автор пісенної лірики. На вірші Ольги-Стефанії музику створили: 
- Дует "Скриня" (у складі заслужених артистів України Володимира та Марії Лобураків)
- Віктор Обдуленко (письменник, громадський діяч)

- Віктор Чудновський (художній керівник народного вокального квартету "Легіт" Надвірнянського РБК, Івано-Франківської області, співак)

Сьогодні знані такі їх пісні: "Ми солов'ї", "Миті прощальної", "Одній тобі" та інші. 
1 червня 2016 року - ведуча творчого вечора пам'яті знаного музичного і громадського діяча міста Коломия Юрія Максим'юка (спільно з директором Чернівецького академічного обласного українського музично-драматичного театру імені Ольги Кобилянської Юрієм Марчаком). Мистецька імпреза відбулась у 1-й музиній школі Коломиї за участі делегації митців, журналістів та просвітян із Чернівців: заслуженого артиста України Василя Данилюка, Марії Пелех, Юрія Терона та інших. 

## Фестивалі і конкурси
- Учасник 3, 4 і 5-го Всеукраїнського фестивалю «Від Гуцулії до кряжів донецьких» (молодіжні поетичні вечірки)
- один із переможців першого Всеукраїнського фестивалю телевізійних і радіопрограм «Кобзар єднає Україну» 2015 року (у номінації «Обніміться ж брати мої» за передачу «І повіє огонь новий…», присвячену депортації лемків, кримських татар та роль Театру «ВАТРА» Чернівецького національного університету імені Юрія Федьковича у збереженні й відродженні лемківської культури та допомогу вимушеним переселенцям сьогодні)
- учасник 6, 7 і володар ГРАН-ПРІ 8-го Міжнародного телерадіофестивалю «Калинові мости» (Ольштин, Польща).
- учасник Міжнародного дитячого, молодіжного фестивалю аудіовізуальних мистецтв «Кришталеві джерела»-2015
- учасник 12-го обласного гуцульського фестивалю "Захарецький гарчик" (Підзахаричі, Путильський район)
- учасник і співорганізатор мистецької програми Фестивалю березового соку (Банилів-Підгірний, Сторожинецький район)
- разом зі своїм Театром стали одними із переможців обласного фестивалю дитячої та юнацької творчості “Чисті роси” в номінації “Театральне мистецтво” (представивши уривок із авторської постановки “В солодкому полоні Батьківщини” (інсценізували епізод із “Монологу перед обличчям сина” – про народження легендарного композитора Володимира Івасюка)

Ольга-Стефанія Калиновська нагороджена дипломами, грамотами й подяками за участь у обласних, всеукраїнських та міжнародних конкурсах, фестивалях, конференціях, семінарах тощо за культурно-мистецьку й просвітницьку, громадську, екологічну і спортивну діяльність, за організацію (у різні роки), а також за вагомий внесок у розвиток молодіжної політики міста Чернівці та області. 

## Ролі
- Катря («Так вам і треба», Юрій Федькович, режисер — Тарас Гринівський)
- Українська епоха («В солодкому полоні Батьківщини…Михайлові і Володимиру Івасюкам», Ольга Калиновська)
- Ольга Кобилянська (музично-драматичний вечір пам'яті Народної артистки України Ольги Ільїної «В ім'я Жінки» за творами Ольги Кобилянської і Лесі Українки)
- Муза («Маестро плаче», Ольга Калиновська)
- Українська жінка («А що третій празник…», Ольга Калиновська)
- Мотря («Кайдашева сім'я», Іван Нечуй-Левицький)
- Сліпа («Сльози червоної рути», Ольга Калиновська)
- Катерина («Мені, о Господи, подай любити правду на землі», Ольга Калиновська)
- Вона («Прощання», Леся Українка)
- Жінка («Цвіли останні квіти…», Анна Дущак)
- Гуцулка («Ти співай, зелена Буковино…», Ольга Калиновська)
- Стефанія («Тінь старого монаха», Ольга Калиновська)
- Вишнева доля (в радіовиставі «Я гнівний меч, що від Дніпра до звізд… М. Вінграновський — Україні» за сценарієм О. Калиновської на вірші М. Вінграновського)
- Ангел (у радіоверсії Вертепу на ТО програм Радіо «Буковина»)
- Земля, Мати (музично-драматична історія «Поверни мені Сина, або Пісня Різдвяної ночі», Ольга Калиновська та Віктор Перепелюк)
- Свіча (в радіовиставі «Автопортрет зі свічкою…В. Стус — Україні» за сценарієм О. Калиновської на вірші В. Стуса)
- Україна (в радіовиставі «Воскресайте, камінні душі…Василь Симоненко — Україні», за сценарієм О. Калиновської на вірші В. Симоненка)